# Ambasciata d'Italia a Ottawa
L'Ambasciata d'Italia a Ottawa è la missione diplomatica della Repubblica Italiana in Canada.
Ha sede a Ottawa, al 21º piano di 275 Slater Street, in un edificio per uffici situato nel distretto finanziario della capitale.
Dal 1956 la residenza ufficiale dell'ambasciatore si trova alla Blackburn Mansion, a Gatineau, in Québec, città poco a nord di Ottawa, separata da quest'ultima dall'omonimo fiume.

## Altre sedi diplomatiche d'Italia in Canada
In territorio canadese si trovano 3 consolati generali italiani:
- Consolato generale a Montréal, Québec;
- Consolato generale a Toronto, Ontario;
- Consolato generale a Vancouver, Columbia britannica.